# Kornelia (córka Skrybonii)
Kornelia (Cornelia, zm. 16 p.n.e.) – córka Publiusza Korneliusza Scypiona Pomponiana Salvita (Publius Cornelius Scipio Pomponianus Salvito), konsula zastępczego (suffectus) w 35 p.n.e. i Skrybonii.
Skrybonia była drugą żoną Augusta i matką jego jedynego dziecka Julii. Kornelia była zatem przyrodnią siostrą Julii. Zachowała się elegia pogrzebowa rzymskiego poety Propercjusza (ks.IV,11) w formie pocieszenia wygłaszanego przez ducha zmarłej Kornelii dla jej męża Paullusa. Poeta dał w nim obraz tradycyjnej rzymskiej matrony, jej dumy z przynależności do rodziny o długim szeregu przodków, jej silnego charakteru, przywiązania do tradycyjnych wartości.

## Dzieci
| Cornelia                                  |
| \| 1. Lucjusz Emiliusz Lepidus Paullus \| |
| 1. Lucjusz Emiliusz Lepidus Paullus       |

| 1. Lucjusz Emiliusz Lepidus Paullus |

| Lucjusz Emiliusz Paulus          |
| \| 1. Wipsania Julia Agrypina \| |
| 1. Wipsania Julia Agrypina       |

| 1. Wipsania Julia Agrypina |

| Marek Emiliusz Lepidus |
| konsul 6 p.n.e.        |

| Emilia Lepida |